# Geschiedenis van de Antwerpse havenuitbreiding

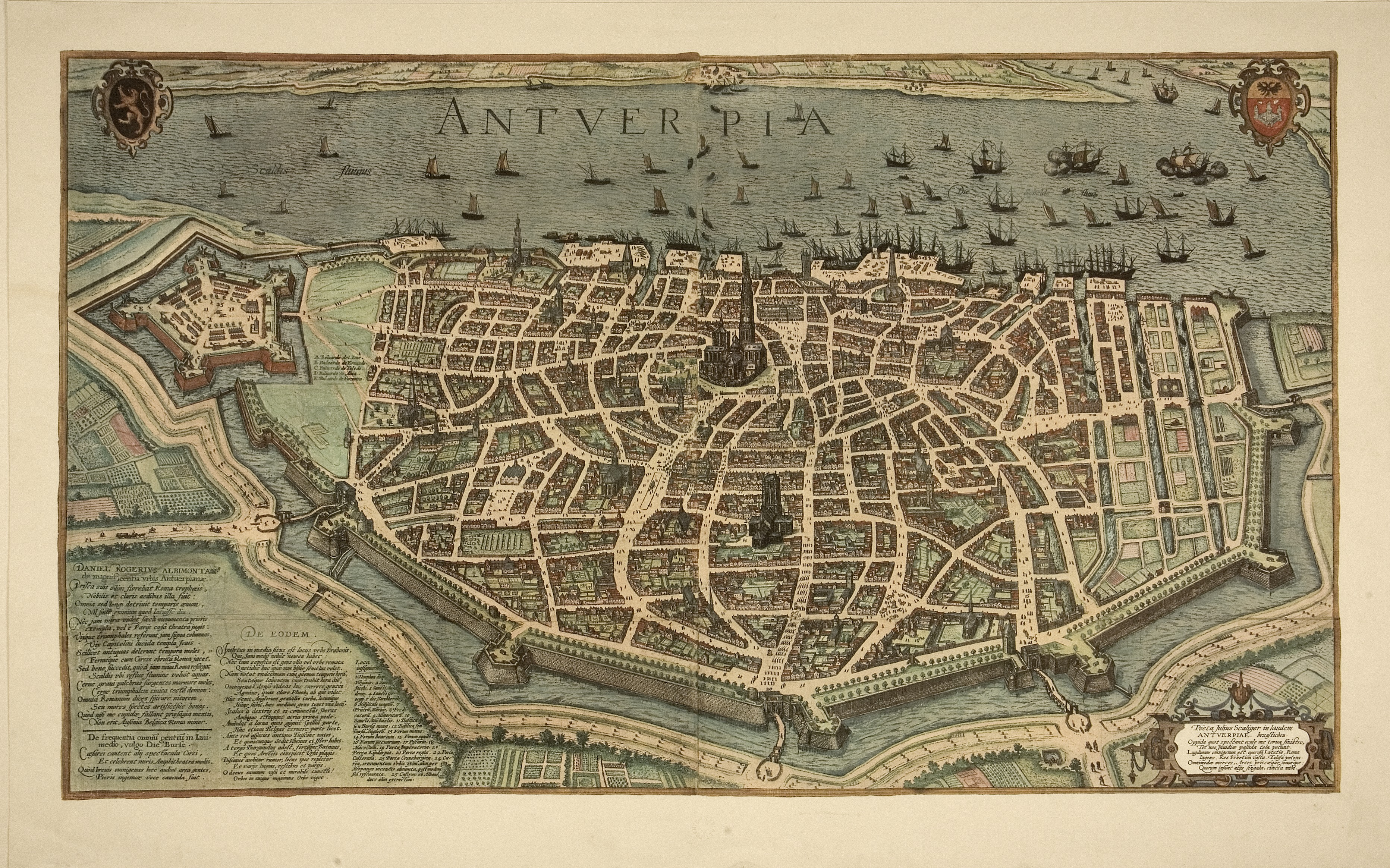
Stadswallen

Een aantal polderdorpen in de regio rondom Antwerpen maakten plaats voor de havenuitbreiding. Het gaat zowel over de linker- als de rechter Scheldeoever.
Polderdorpen vlak bij Antwerpen zoals Wilmarsdonk, Oorderen, Oosterweel en Lillo werden gesloopt en werden in gebruik genomen als havengebied. De havenactiviteiten die zich sinds de twaalfde eeuw afspeelden in het historische centrum binnen de stadswallen van de stad verschoven stapsgewijs in noordelijke richting. De polderdorpen moesten ruimte maken voor haventerreinen die vooral buitenlandse multinationals aantrokken.

## Geschiedenis van de haven van Antwerpen (1500-1965)
Rond 1500 nam Antwerpen de plaats in van Brugge als handelscentrum van Noordwest- Europa. Via de Schelde was Antwerpen verbonden met de Noordzeekust. Het was een belangrijke handelsweg. In de twaalfde eeuw was Antwerpen een goederenhaven voor Duitse wijn, metalen en vis met eindbestemming Engeland. De Antwerpse schippers brachten vanuit Engeland vooral wol, graan, tin, lood en levensmiddelen mee. Maar ook de industrie in de Lage Landen, meer bepaald de lakenindustrie deed de haven ontwikkelen. De Schelde heeft een grote invloed gehad op wat Antwerpen is geworden, namelijk een wereldhaven. De geschiedenis toont aan dat op momenten dat Antwerpen en de Schelde in handen van bezetters was, dit leidde tot economisch verval. De economische terugval was te wijten aan het blokkeren van de doorgang van de Schelde, zoals dit bijvoorbeeld het geval was in 1585 toen Antwerpen in handen kwam van Spaanse bezetters onder leiding van Alexander Farnese.

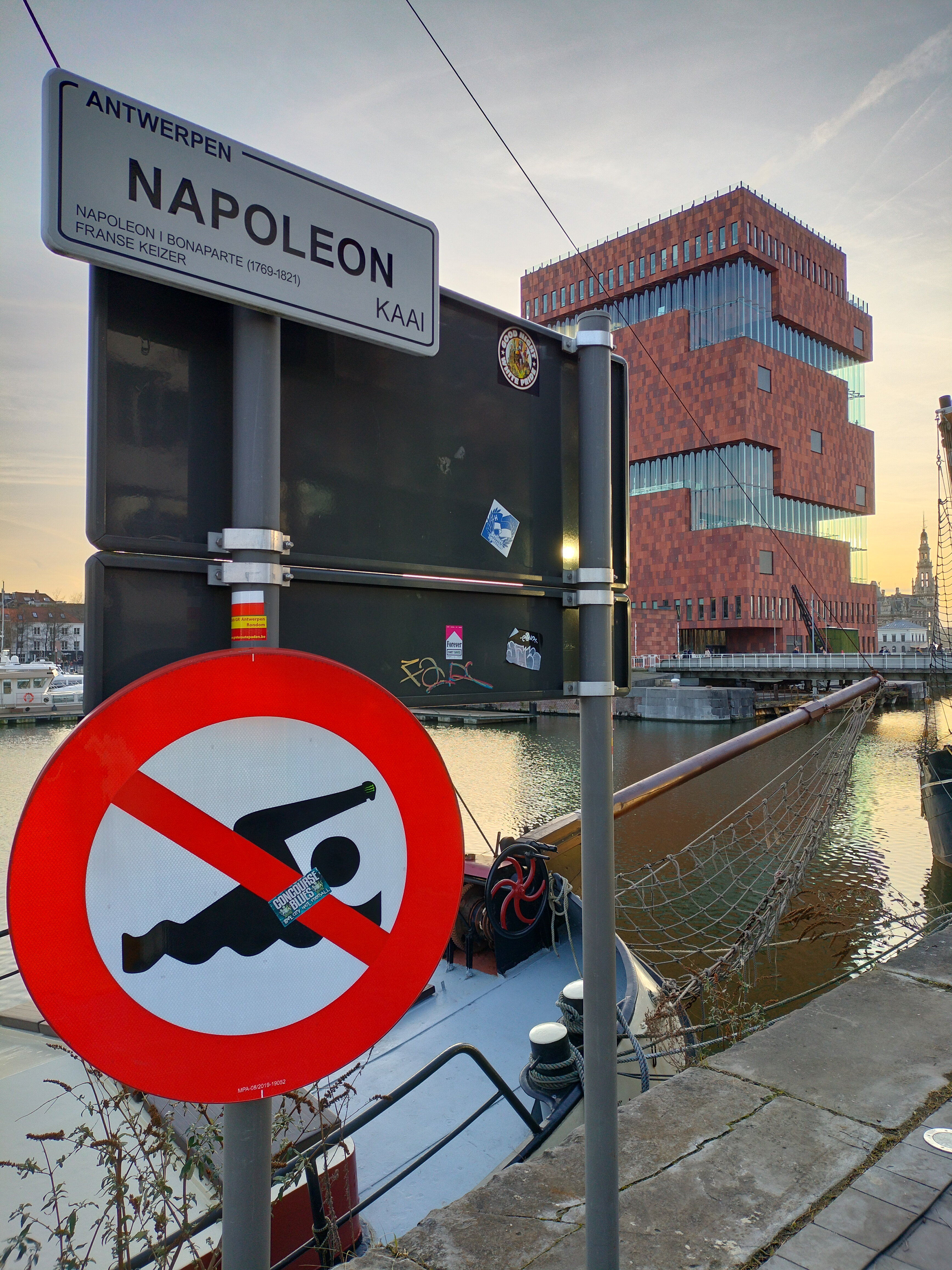
Napoleonkaai

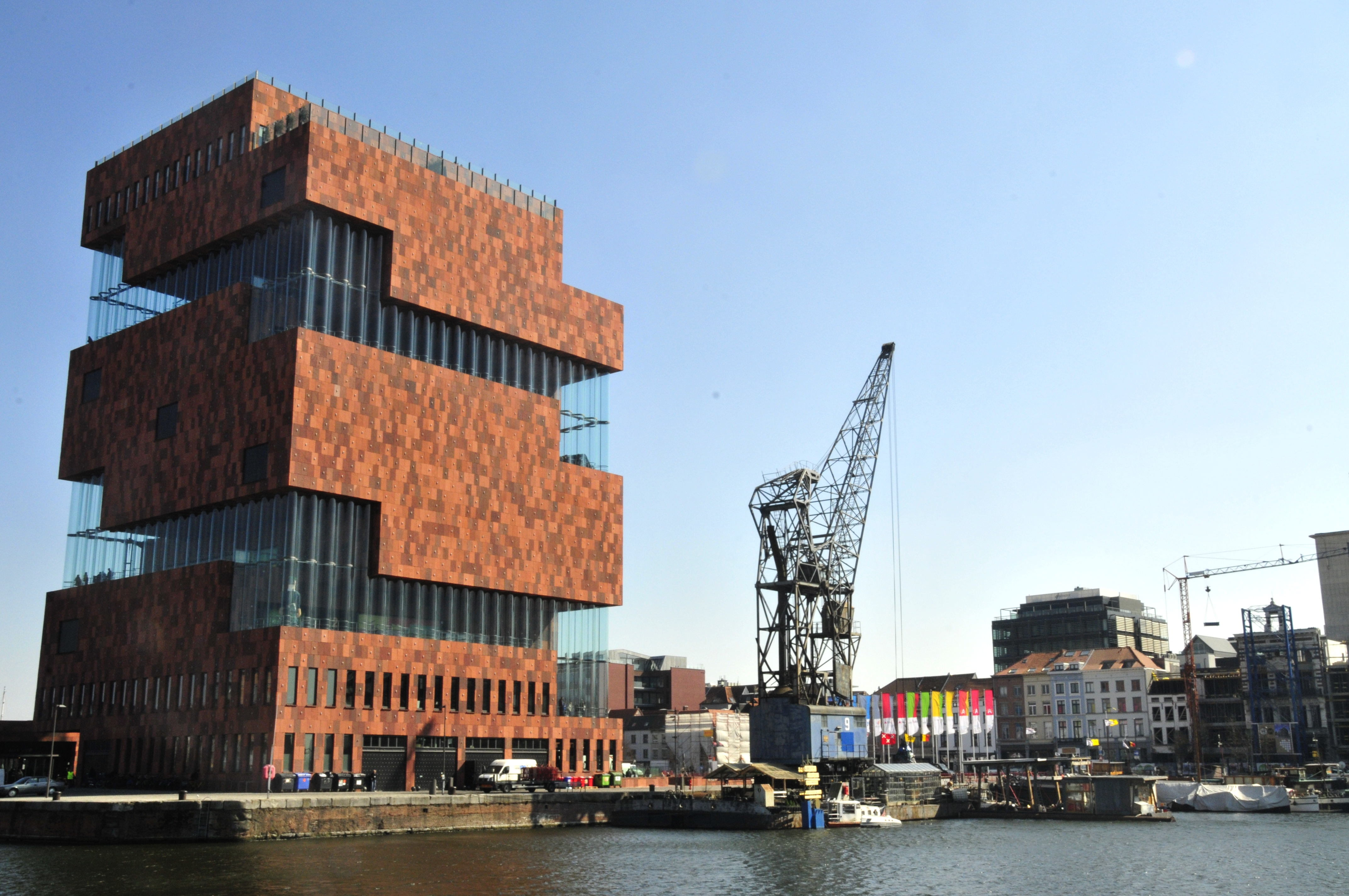
Napoleonkaai met het MAS

Napoleon Bonaparte creëerde in de periode rond 1811 een grote vooruitgang voor de Antwerpse haven door dokken te laten bouwen die het laden en lossen van grotere schepen mogelijk moesten maken op een getijrivier. Een van deze gebouwde dokken draagt de naam van Napoleon, namelijk de Napoleonkaai en het Bonapartedok.
Tussen 1830 en 1863 had de stad Antwerpen niet de controle over de Scheldemonding. Er moest tol betaald worden aan de Zeeuwen en Hollanders voor elk schip dat vanaf de Noordzee Antwerpen wilde bereiken. De tol werd berekend op basis van het gewicht van de goederen dat het schip aan boord had. De concurrentiepositie van Antwerpen had hieronder sterk te lijden. Antwerpen verloor haar rol als wereldhaven, door de tolheffing verminderde het goederenverkeer sterk. In 1863 kocht Antwerpen de Scheldetol af. België betaalde de eenmalige afkoopsom van 36 278 566 frank, en daarmee moest er niet meer betaald worden om de Schelde te mogen bevaren. Dat de Schelde terug vrij was bracht een heropleving van de handel in de stad. Antwerpen heroverde zijn titel als wereldhaven en kon probleemloos concurreren met andere Europese havens zoal Hamburg, Liverpool, Londen en Rotterdam.
Dankzij de haven kende Antwerpen succes als handelsstad. Om meer en grotere schepen te ontvangen werden tussen 1860 en 1888 de Scheldekaaien gebouwd. Door de bouw ervan en door de aanleg van nieuwe dokken buiten de stadswallen steeg de aanmeerlengte. De groei van de haven gebeurde vanuit het centrum richting het noorden van Antwerpen, daar kwamen nieuwe dokken en sluizen. Zo verhuisde de haven steeds verder weg van de stad en kreeg de haven ruimte om te groeien.
Omdat vervoer over zee het goedkoopste was, was maritiem transport voor de invoer van goederen in Antwerpen zeer belangrijk. Het ging vooral om specerijen, suiker en katoen. De geografische ligging van Antwerpen was altijd al een meerwaarde voor economische opportuniteiten in de stad en de regio.
Het havengebied anno 1940 strekte zich uit van het Bonapartedok tot Ekeren. Tijdens de Tweede Wereldoorlog bleef de haven van Antwerpen redelijk gespaard van vernielingen, in tegenstelling tot andere Europese havens zoals de haven van Hamburg en de haven van Rotterdam. Zowel Hamburg als Rotterdam werden zeer zwaar getroffen tijdens de oorlog en stonden voor een volledige heropbouw. Door de heropbouw van beide havens stonden die veel verder in hun technologie en ontwikkeling dan Antwerpen. Antwerpen was genoodzaakt te innoveren wilde het een concurrentiële haven blijven. Voor deze investering gebruikte men de middelen uit het Marshallplan. Naast het Marshallplan was ook het Tienjarenplan in opstart. Het Tienjarenplan van 1955 tot 1965 diende om de haven uit te breiden. Antwerpen kreeg vijf sluizen met elk hun eigen dokken en leverde de capaciteit om de groeiende goederenstroom te kunnen behandelen.

### Uitbouw van de haven op de Antwerpse rechteroever

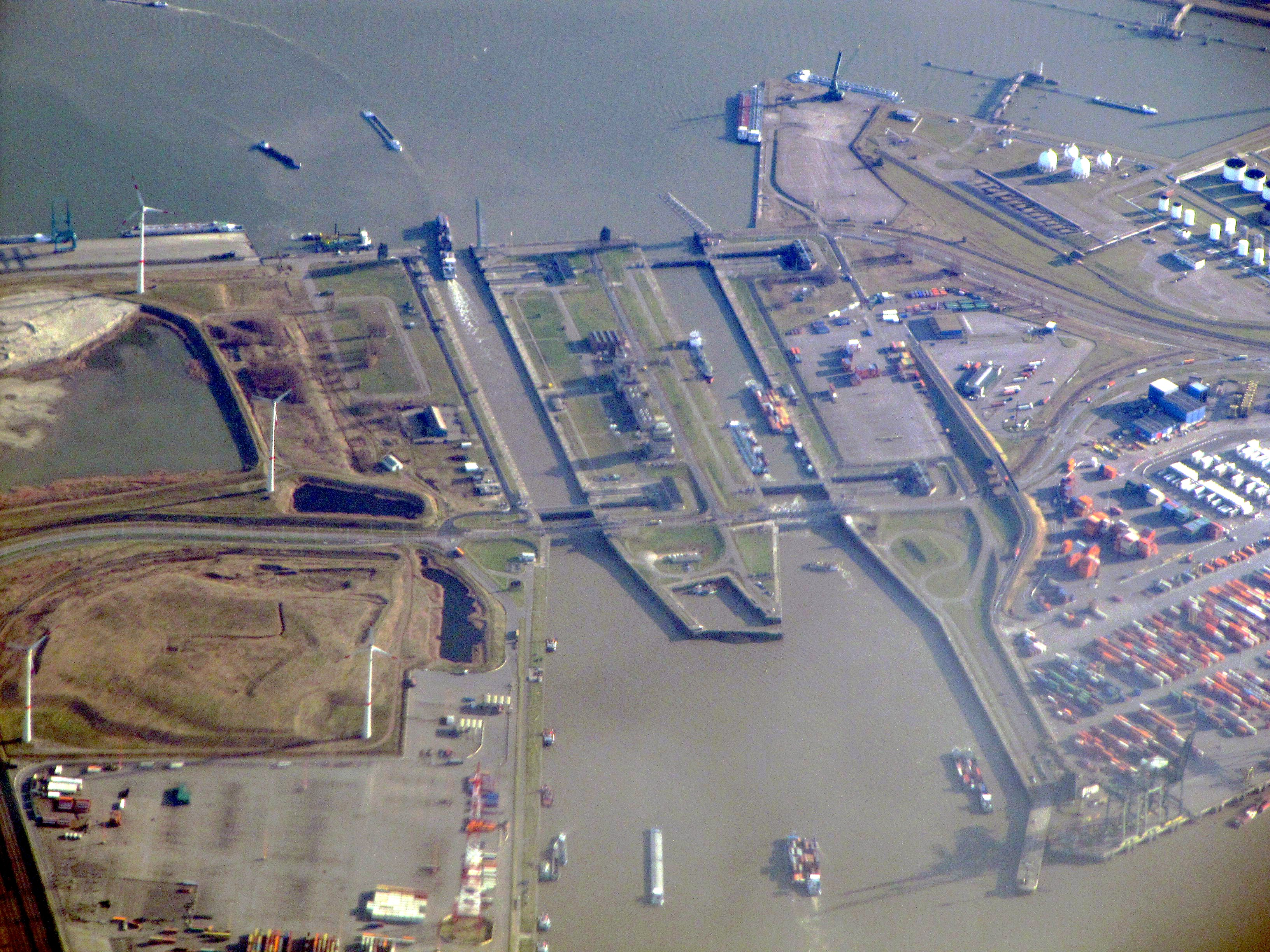
Zandvlietsluis ter hoogte van Berendrecht

Al van in  1936-1937 was  de uitbouw van dokken met sluizen bezig, sluizen die het getijdenverschil van de Schelde opvingen. Deze nieuwe dokken moesten toegang verlenen aan de alsmaar groter wordende zeeschepen. De uitbreiding van de haven slorpte de polderdorpen Wilmarsdonk, Lillo, Oorderen en Oosterweel op.
Het dorp Oorderen werd gesloopt en ingezet als bedrijfsterrein voor General Motors. Lillo werd afgebroken en op die oppervlakte werd het Kanaaldok gegraven.
De woonzone werd vervangen door economie en industrie, die op haar beurt opportuniteiten bracht in de werkgelegenheid. De afbraak van de dorpen ging gepaard met verzet van de bewoners, maar het verzet bleef zonder resultaat. De bewoners maakten plaats voor de komst van petrochemische bedrijven, goederenbehandelaars en havenbedrijven.
In 1967 werd op enkele kilometers van de Nederlandse grens de toen grootste sluis ter wereld operationeel, namelijk de Zandvlietsluis, gelegen in Berendrecht, Noord Antwerpen. De uitbreiding van de haven van het centrum richting noord was niet onbegrensd, de uitbreidingsmogelijkheden stopten aan de Nederlandse grens. Uitbreidingsmogelijkheden waren er enkel nog op de linkeroever, namelijk in de polderdorpen van het Waasland. Uitbreiden richting Linkeroever was geen nieuwe denkpiste, zelfs Napoleon had hier in de 19de eeuw al plannen voor gemaakt. "La Ville Napoleon", hat plan van Napoleon uit 1813 moest van Linkeroever een versterkte stad maken om Antwerpen als wereldhaven en militaire kracht te kunnen bijstaan.  Plannen werden uitgetekend maar enkel de vestingsmuren werden gerealiseerd.

## Uitbreiding richting Scheldepolderdorpen
In tegenstelling tot Antwerpen in de twaalfde eeuw was Het Waasland (Land van Waes) in de twaalfde eeuw een bosrijk gebied, overwegend agrarisch, dunbevolkt met weinig stedelijke ontwikkeling. De Wase regio rond de Schelde ter hoogte van de Antwerpse haven had een specifieke natuurontwikkeling, een eigen cultuur en bestond uit een landbouwlandschap van 75 km².
Onder Wase polders viel de regio tussen de Schelde en van Zwijndrecht tot Stekene.
De regio omvatte de gemeenten Doel, Prosper-Polder, Kieldrecht, Verrebroek, Kallo en Sint Gillis Waas.
Vele plannen doorheen de geschiedenis zonder werkelijke uitvoering te realiseren, tot de plannen van 1963 om van de Linkerscheldeoever havengebied te maken. Stad Antwerpen en de haven rekende op ongeveer 10.000 hectare grond om in te zetten als industrie- en havengebied.
Vanaf 1964 begon Antwerpen plannen te maken om de polderdorpen om te vormen tot industriegebied, uitbouw van dokken en zeesluis. Dit betekende het einde voor de Sint-Annapolder, Doelpolder, Oud Arenbergpolder, Nieuw Arenbergpolder, Prosperpolder en Konings-Kieldrechtpolder. Landbouwers die daar hun bedrijven hadden werden onteigend.
In augustus 1967 werd er een voorontwerp gewestplan opgesteld waarin beschreven werd dat Kallo, Doel, Verrebroek en Meerdonk zou verdwijnen voor de aanleg van havengebied. Dit lokte protest uit van de lokale bevolking en hierdoor werd het voorontwerp in november 1967 herzien. Men zou de landbouwgronden omzetten in havengebied, maar de dorpskernen zouden blijven bestaan.
In 1973 fusioneerden de polders tot "Nieuwe polders van het Land van Waas".
Onderstaande tabel toont aan over welke gebieden en oppervlakte gesproken werd voor onteigening.

### De rol van Doel in de haven
Doel ontstond in 1260 door indijking van de Schelde. De eerste functie die Doel kreeg in het maritieme gebeuren was een quarantainefunctie. Schepen die Antwerpen wilden binnenvaren na hun zeereis werden eerst 3 dagen in quarantaine gezet in Doel vooraleer ze toegang kregen tot Antwerpen. De bemanning van de schepen moest eerst een medisch controle laten doen door quarantainedokters. Wanneer een bemanningslid getroffen was door een besmettelijke ziekte, moet het schip veertig dagen ter plaatse blijven. Doel beschikte over dokters, doktershuizen en een klooster waar men zieken kon opvangen
Het dorpje Doel, ook gekend voor de Kerncentrale Doel die daar gevestigd is, ligt in de polder, aan de Schelde, ter hoogte van de haven van Antwerpen. Havenuitbreidingen bedreigen het dorp sinds de jaren zeventig van de twintigste eeuw. Eind jaren zestig werden de eerste plannen gemaakt.

### Impact van de ontwikkeling op Doel

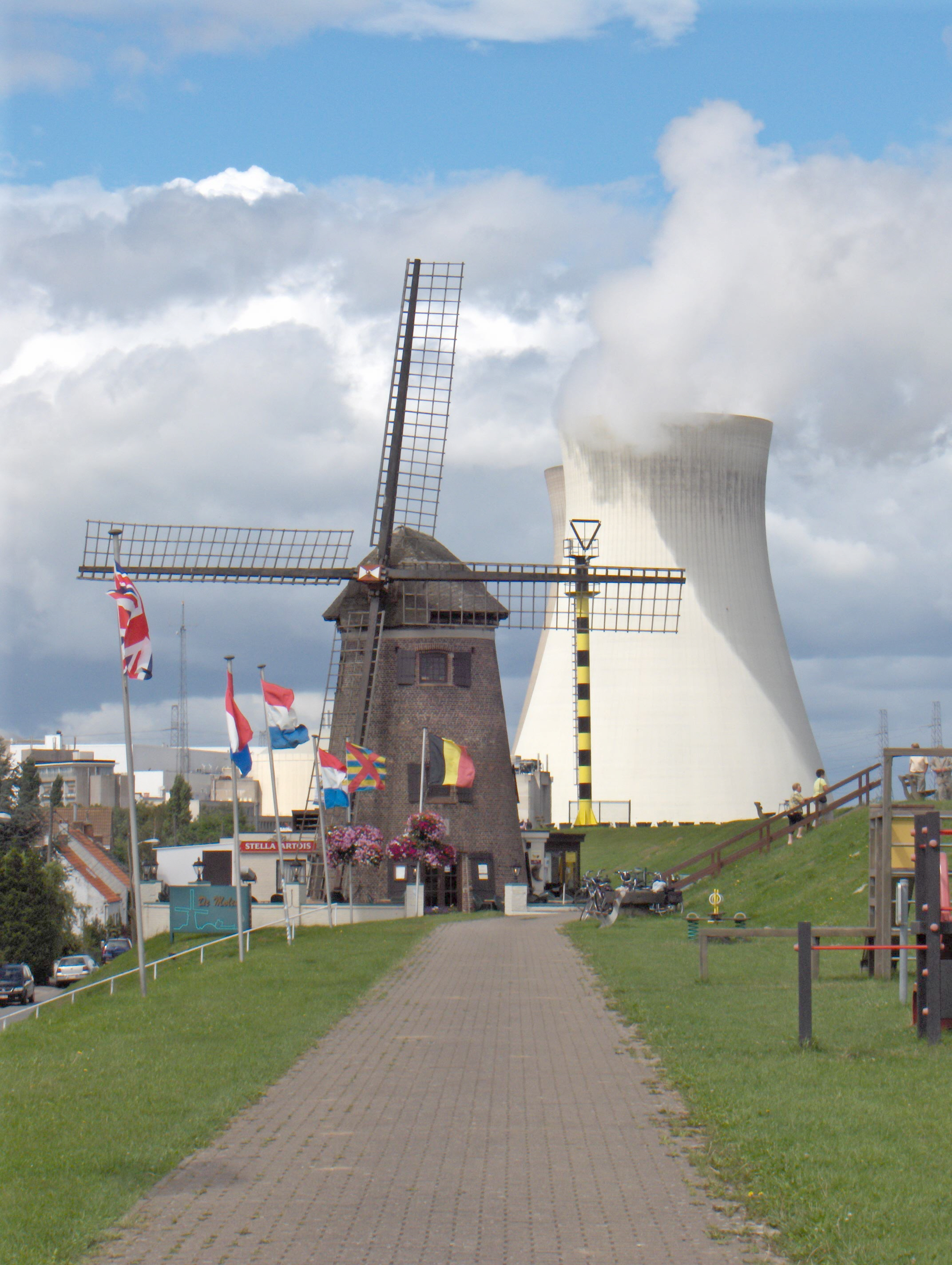
Scheldemolen, Doel.

In de jaren ‘67-‘68 beleefde de economie een hoogconjunctuur en daardoor zocht de haven van Antwerpen beschikbare oppervlakte om uit te kunnen breiden. De regio rondom Doel was de perfecte locatie om uit te breiden. De plannen voor de uitbreiding van het havengebied in het Waasland leidden tot een bouwstop in de dorpen Doel, Verrebroek, Kallo, Meerdonk en Kieldrecht. Ongeveer 1300 inwoners leefden sindsdien in onzekerheid omdat ze vreesden voor het voortbestaan van hun dorp. Aan de hoogconjunctuur kwam een eind wanneer de oliecrisis zich opdrong in 1973, er was een economische terugval, ook in havenactiviteiten en goederenstromen. De nood aan extra havengebied werd minder urgent.
In 1977 bracht Staatssecretaris voor Economie Mark Eyskens (CVP) Doel een bezoek. Na 10 jaar onzekerheid kregen de bewoners de garantie dat Doel zou blijven bestaan. Die belofte werd opgenomen in het Gewestplan Sint-Niklaas-Lokeren.
Anno 1995 lekten plannen uit voor de bouw van een enorme containerterminal Deurganckdok. De komst van het Deurganckdok wekte opnieuw onzekerheid op bij de inwoners van Doel. Deurganckdok zou ingeplant worden vlak naast het dorp. De beslissing dat Doel moest verdwijnen viel in 1998.
Het Gewestplan Sint-Niklaas-Lokeren van 1978 werd gewijzigd van woonzone naar industriegebied en later naar zeehavengebied. De leegloop ging van start. De overgebleven bewoners uit de regio verenigden zich in burgerbewegingen en zij tekenden verzet aan tegen de beslissing die zij onpersoonlijk via de media vernamen. Voor deze ongelukkige manier van communiceren bood de toenmalige burgemeester Smet achteraf zijn excuses aan. Van de honderden Doelenaars bleef slechts een twintigtal mensen wonen in het dorp. Zowel de school als de bibliotheek en handelszaken sloten hun deuren. Rijwoningen en villa's kwamen leeg te staan, waardoor ze het doelwit waren voor graffitispuiters.
Samen met Interwaas werd er een Sociaal begeleidingsplan voor Doel opgesteld. Het verzet dat de burgerbewegingen aantekenden kende succes want de Raad van State verklaarde op 6 juni 2000 de bestemmingswijziging in het gewestplan als nietig. Doel bleef woonzone in plaats van omgevormd te worden tot Zeehavengebied.

De bouw van het Deurganckdok zou uiteindelijk een project worden dat zes jaar zou duren door de vele protesten en bouwstops die opgelegd werden. Meermaals werd de bouwvergunning nietig verklaard, waarna de overheid opnieuw een vergunning afleverde, die opnieuw afgekeurd werd, het nietig verklaren van de bouwvergunning voor Deurganckdok hield pas op wanneer de overheid een Nooddecreet voor het Deurganckdok ontwierp. Het decreet werd door het Vlaamse Parlement goedgekeurd op 14 december 2001, waardoor de bouw van het Deurganckdok kon hervat worden. Het nooddecreet wordt gedefinieerd als:
De kracht/macht om een aantal werken van dwingend, groot, algemeen en strategisch belang te worden verklaard. Het gaat om de aanleg van het dok, de aanleg en het baggeren van de toegangsgeul, het storten van de baggerspecie, het gedeeltelijk dempen van het Doeldok, de aanleg van de leefbaarheidsbuffer, de aanleg van de ontsluitingsinfrastructuur en de natuurcompensaties voor deze werken. Door het inroepen van een nooddecreet kan de Vlaamse regering daardoor bij de verlening van stedenbouwkundige vergunningen afwijken van de geldende bestemmingsplannen, al moeten de normale procedure voor de aflevering van bouwvergunningen en de Europese regels op natuurcompensaties worden gevolgd.
De Vlaamse Regering onder Patrick Dewael garandeerde de woonkwaliteit en woonzekerheid in de woonkern van Doel, via een tijdelijk bewoningsrecht. Het recht was van toepassing zolang er geen bouwvergunning was afgeleverd voor het tweede getijdendok (Saeftinghedok). Het recht werd toegekend in  2000 en zou tot ten vroegste 2007 lopen want men voorzag voor 2007 geen aflevering van de bouwvergunning.
Het verkregen recht op woonzekerheid hield echter de afbraak van waardevolle panden niet tegen, ook panden die op de erfgoedlijst stonden. Het gevoel van onveiligheid nam toe bij de bewoners, Doel werd een spookdorp.
Er heerste verwaarlozing, leegstand, brandstichting, krakers die hun intrek namen in de leegstaande panden. De bouw van het Deurganckdok was ondertussen in volle gang. De onzekerheid leefde bij de bewoners van Doel, maar ook bij uitbreiding de bewoners van gehuchten als Ouden Doel, en een stuk van Prosperpolder, waar de afbraak van 155 eigendommen gepland stond. Dit had alles te maken met de plannen rond het Saeftinghedok. De komst van Deurganckdok bracht de leefbaarheid van Doel in vraag, aangezien de inplanting van deze dok vlak naast het polderdorp kwam, maar het  Saeftinghedok zou over Doel gebouwd worden, vergelijkbaar met het lot van Oorderen, Wilmarsdonk, Lillo en Oosterweel. De vraag leefde of het absoluut nodig was om een dorp op te slorpen, er waren  nog andere beschikbare terreinen die in aanmerking kwamen voor uitbreiding havengebied.

Voor de overheid was Doel een economisch begrip geworden in plaats van een historisch dorp. Meer en meer verwees men naar een Saeftinghezone in plaats van Saefinghedok, maar wat de precieze invulling van een Saeftinghezone zou zijn werd nooit exact omschreven. Dat men een volledig dorp van de kaart wou vegen zonder onderbouwde argumentatie wekte cynisme, of zoals volgend artikel beschrijft:
"Doel is de schaamteloosheid van de Vlaamse overheid ver voorbij. Dat weet men eigenlijk best. Doel wordt nu definitief Zeehavengebied. Dok of geen dok, of er nu reële vraag is naar industriegrond of niet. Dat is het doel niet van die aanpassing. Het doel is: de inwoners mogen geen poot meer hebben om te blijven. Waarom? Daarom. Daarom inderdaad moet het dorp Doel dood. Voor niets."
Met behoorlijke vertraging werd de nieuwe containerterminal Deurganckdok uiteindelijk ingehuldigd in 2005 in plaats van in 2000 zoals initieel gepland.
De woningen die door de overheid gekocht waren in Doel, kwamen onder beheer van Maatschappij Linkerscheldeoever (MLSO). MLSO moest zorgen voor de opwaardering van Doel, en moest de leegstand aanpakken. In opdracht van MLSO was het intercommunale Interwaas die werd  belast met deze taak. In 2008 ging MLSO over tot afbraak van een aantal woningen, dit met het oog op het verhogen van het veiligheidsgevoel. Door protest van de burgerbewegingen tegen de afbraak van woningen werden de sloopwerken gestaakt, en uiteindelijk kwam er geen goedkeuring om het slopen te hervatten.
In 2018 besliste De Vlaamse regering dat het dorp bij een volgende uitbreiding van de haven gevrijwaard zal blijven. “En er zal plaats zijn voor bewoning”, zei minister Ben Weyts. Het nieuwe Saeftinghedok wordt met een knik aangelegd om dit mogelijk te maken. Er wordt in dit plan gesproken over het 9de alternatief of Saeftinghedok-light. Tegelijk kondigde minister Weyts aan dat er extra geïnvesteerd zal worden in mobiliteitsmaatregelen in de omliggende regio.. Het plan werd pas definitief goedgekeurd in 2022, mede door tussenkomst van een bemiddelaar.
Het plan brengt de levendige gemeenschap van toen niet terug. Door leegstaande woningen bewoonbaar te maken hoopt men nieuwe bewoners aan te trekken. Voor de historische Scheldemolen in Doel is een financiering voorzien voor een restauratie, en de renovatie van Hooghuis is reeds begonnen.

## ECA Project
Mede dankzij het 9de alternatief, ook het Saeftinghedok-light plan van minister Weyts kwam de regering in 2018 tot een akkoord over de verhoging van de containercapaciteit van de haven van Antwerpen. Het project kreeg de naam ECA, alias Complex project ‘Realisatie van extra containerbehandelingscapaciteit in het havengebied Antwerpen.
De reeds gekende burgerbewegingen stapten in mei 2021 naar de Raad van State tegen het ECA, en de Raad van State vernietigde het voorstel omdat de negatieve invloed op de natuurgebieden niet weerlegd kon worden. Een bemiddelaar werd aangesteld om alsnog tot een compromis te komen en deze bemiddeling wierp zijn vruchten af. Op 30 maart 2022 werd een akkoord gevormd tussen bewoners van Doel, burgerbewegingen en de overheid. De vernietiging van het ECA-project werd teruggedraaid.
De extra containercapaciteit wordt grotendeels gerealiseerd door de capaciteit van de bestaande dokken uit te breiden, de bouw van extra kades langs het Waaslandkanaal, de verdieping van de Europaterminal (Containerterminal) en een nieuw insteekdok ten noorden van de Zandvlietsluis zal zorgen voor 4 miljoen extra containers.
Op zaterdag 26 januari 2024 de bevestiging dat er na 3 jaar werken aan de Schelde een diepgang gerealiseerd is van 16 meter, daar waar die voorheen beperkt was tot 15.56 meter. Deze realisatie betekent voor Deurganckdok een extra volume van ongeveer duizend containers en een concurrentieel voordeel als wereldhaven.
Daarnaast wordt een beperkt Saeftinghedok gegraven, naast het dorp. Omdat het dok enkel langs de zuidzijde wordt ontwikkeld, blijft Doel gevrijwaard. Het Saeftinghedok zal goed zijn voor 3,2 miljoen containers. Op die locatie is ook een vlotte ontsluiting per spoor mogelijk wat al een gedeeltelijke realisatie zal betekenen van de modal shift.
De bewoners van Doel hebben onzekerheid gekend gedurende 60 jaar, hebben 24 jaar protest gevoerd, om uiteindelijk in 2022 een compromis te bereiken over de uitbreiding van de haven en de bewoonbaarheid en leefbaarheid van Doel. In een wereld van tegenstellingen tussen natuur en landbouw, en tussen wonen en werken, is men door toegevingen gekomen tot een en-en-verhaal, waar een schikking mogelijk lijkt, maar waar er aan elke kant van de lijn streng zal toegekeken worden op een precieze uitvoering.

## Mobiliteit omgeving Waaslandhaven
De uitbreiding van de havenactiviteiten ontwikkelde een spanningsveld op het vlak van omzetten van woongelegenheid naar havenactiviteit, maar ook naar mobiliteit en veiligheid toe. De toename van goederenstromen zorgde voor een toename van vrachtverkeer, en dat vereist aanpassingen aan het mobiliteitsplan. De infrastructuur in de regio moest hertekend worden om de veiligheid en leefbaarheid te optimaliseren. Goederentransport niet enkel georganiseerd worden via wegtransport, maar zal in samenwerking gebeuren met transportpartners die transport via spoor aanbieden en er zal maximum ingezet worden op binnenscheepvaart om de wegeninfrastructuur optimaal te benutten/ontlasten. Dit omschrijft men als de Modal shift, zijnde een betere verdeling tussen de verschillende transportmodi. De volledige realisatie van de Modal Shift wordt voorzien tegen 2030. Anno 2024 werkt men aan beter ontsluitingen van het havengebied naar de hoofdwegen, dit met het oog op het scheiden van lokaal verkeer en zwaar vrachtverkeer. De dorpen rondom de Waaslandhaven ondervinden de impact van de toename van het vrachtverkeer, vooral onder de vorm van sluipverkeer wanneer de hoofdwegen verzadigd zijn. Wase gemeenten proberen sluipverkeer tegen te gaan door tonnageverbod in te stellen, dit wil zeggen dat zwaar vrachtverkeer enkel de lokale wegen mag gebruiken indien daar hun bestemming is. Deze lokale wegen mogen niet gebruikt worden als alternatief voor verzadigde hoofdwegen.
De Vlaamse overheid heeft in 2021 de start gegeven voor het opzetten van een gewestelijk ruimtelijk uitvoeringsplan (GRUPE34),  dat een betere ontsluiting van het havengebied met de E34 moet realiseren. In tegenstelling tot eenzijdige beslissingen omtrent de toekomst van het dorp Doel, heeft men bij de ontwikkeling van GRUPE34 wel rekening gehouden met publieke participatie. Een Gewestelijk Ruimtelijk Uitvoeringsplan heeft men nodig om in later stadium vergunningen te kunnen aanvragen voor uit te voeren bouw- en wegenwerken. 
In het plan, dat men zal benoemen als complex Waaslandhaven West zal men het doorgaand goederenverkeer scheiden van het lokale verkeer door de haven te ontsluiten op de hoofdwegen, (Hoofdwegen zijn E34 richting Antwerpen of Zelzate, of aansluiting via Liefkenshoektunnel op Ring Antwerpen via A12) In datzelfde plan wordt een fietsnetwerk uitgestippeld waarin de oversteek over de E34-snelweg Antwerpen-Zelzate niet langer een hindernis zal vormen. Reeds 2 ontsluitingen zijn operationeel, namelijk complex Waaslandhaven Oost, en Waaslandhaven Zuid. In het ruimtelijk uitvoeringsplan ligt ook de verantwoordelijkheid voor de integratie van het complex in het landschap en de omgeving.
In het verbond ECA staan garanties om de impact van sluip- en vrachtverkeer onder controle te houden. Er komt een planproces voor een nieuwe verbindingsweg tussen de N70 en de E34. In totaal gaat het geraamd over 215 miljoen euro voor de Westelijke Ontsluitingsweg en de aansluiting op E34. Verder investeert Mobiliteit en Openbare Werken meer dan 3 miljoen euro voor het gebouwpatrimonium en de omliggende polders. Er komt ook een nieuwe verbinding via het water voor Doel, via een veerboot of een Waterbus, dit alles in functie van een optimalisatie van mobiliteit, veiligheid en werkgelegenheid in en rondom de Waaslandhaven.

### Fotogalerij

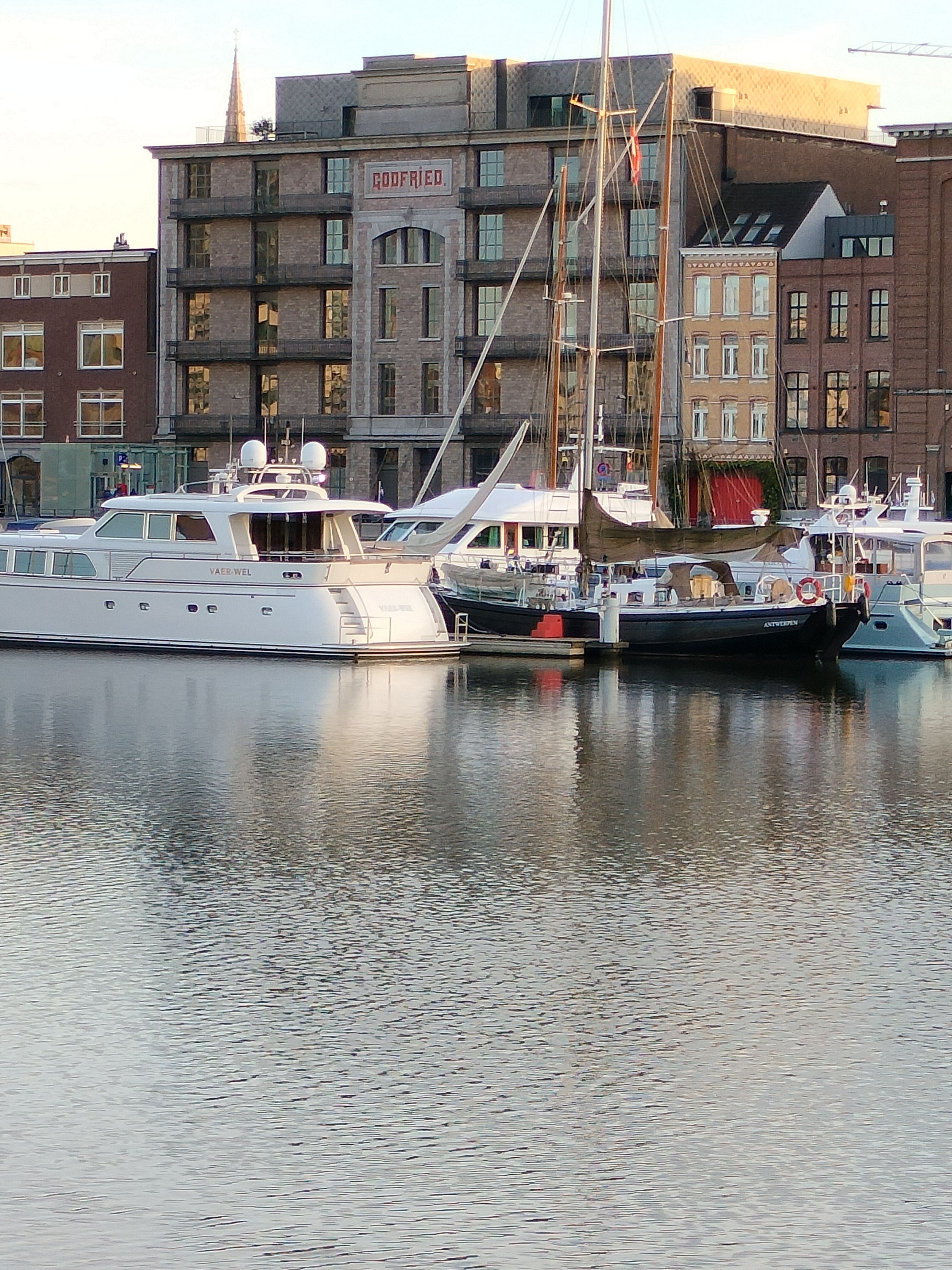
'T Eilandje
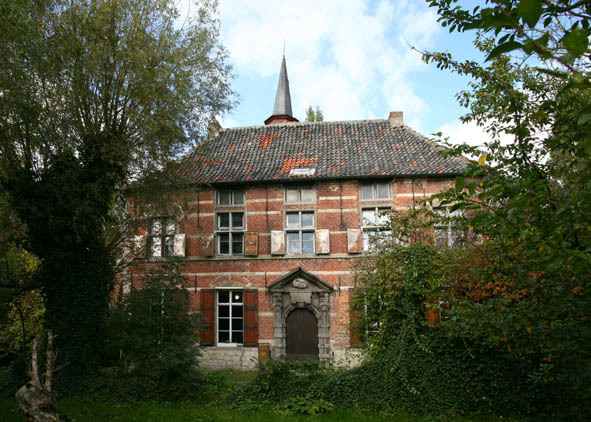
Doel Hooghuis